# Japhet Tanganga
Japhet Manzambi Tanganga (ur. 31 marca 1999 w Londynie) – angielski piłkarz pochodzenia kongijskiego, występujący na pozycji obrońcy w angielskim klubie Millwall. Były młodzieżowy reprezentant Anglii.